# Trichomyia trivialis
Trichomyia trivialis är en tvåvingeart som beskrevs av Quate 1967. Trichomyia trivialis ingår i släktet Trichomyia och familjen fjärilsmyggor. Inga underarter finns listade i Catalogue of Life.